# Estadio Artigas (Paysandú)
El Estadio Artigas es un estadio de Uruguay ubicado en la ciudad de Paysandú. Pertenece a la intendencia del departamento homónimo, la cual cede el estadio para la actividad local y para que la Selección de Paysandú juegue de local. 
En el Estadio Artigas oficiaron de local los clubes Paysandú Bella Vista y Paysandú Fútbol Club cuando actuaban en la Primera División de Uruguay.

## Copa América de 1995
El Estadio Parque Artigas fue una de las sedes de la Copa América 1995, siendo la sede del Grupo C, compuesto por las selecciones de Argentina, Bolivia, Chile y Estados Unidos. Luego fue sede de cuartos de final en el enfrentamiento de  Estados Unidos y México. 
| 8 de julio de 1995 | Estados Unidos   | 2:1 (2:0) | Chile        | Estadio Parque Artigas, Paysandú                                  |                                                                   |
|                    | Wynalda 14', 20' |           | 63' Rozental | Asistencia: 16 000 espectadores Árbitro(s): Alberto Tejada (Perú) | Asistencia: 16 000 espectadores Árbitro(s): Alberto Tejada (Perú) |

| 8 de julio de 1995 | Argentina                 | 2:1 (0:0) | Bolivia    | Estadio Parque Artigas, Paysandú                                          |                                                                           |
|                    | Batistuta 70' · Balbo 81' |           | 75' Angola | Asistencia: 20 000 espectadores Árbitro(s): Eduardo Dluzniewski (Uruguay) | Asistencia: 20 000 espectadores Árbitro(s): Eduardo Dluzniewski (Uruguay) |

| 11 de julio de 1995 | Bolivia        | 1:0 (1:0) | Estados Unidos | Estadio Parque Artigas, Paysandú                                        |                                                                         |
|                     | Etcheverry 23' |           |                | Asistencia: 16 000 espectadores Árbitro(s): Paolo Borgosano (Venezuela) | Asistencia: 16 000 espectadores Árbitro(s): Paolo Borgosano (Venezuela) |

| 11 de julio de 1995 | Argentina                                  | 4:0 (2:0) | Chile | Estadio Parque Artigas, Paysandú                                          |                                                                           |
|                     | Batistuta 1', 51' · Simeone 6' · Balbo 54' |           |       | Asistencia: 16 000 espectadores Árbitro(s): Arturo Brizio Carter (México) | Asistencia: 16 000 espectadores Árbitro(s): Arturo Brizio Carter (México) |

| 14 de julio de 1995 | Bolivia                 | 2:2 (0:0) | Chile          | Estadio Parque Artigas, Paysandú                                  |                                                                   |
|                     | Mercado 78' · Ramos 87' |           | 55', 61' Basay | Asistencia: 11 000 espectadores Árbitro(s): Alberto Tejada (Perú) | Asistencia: 11 000 espectadores Árbitro(s): Alberto Tejada (Perú) |

| 14 de julio de 1995 | Estados Unidos                       | 3:0 (2:0) | Argentina | Estadio Parque Artigas, Paysandú                                  |                                                                   |
|                     | Klopas 20' · Lalas 31' · Wynalda 58' |           |           | Asistencia: 8000 espectadores Árbitro(s): Márcio Rezende (Brasil) | Asistencia: 8000 espectadores Árbitro(s): Márcio Rezende (Brasil) |

| 17 de julio de 1995                                                      | Estados Unidos                       | 0:0 (4:1 p.)               | México                       | Estadio Parque Artigas, Paysandú                                |  |
|                                                                          |                                      |                            |                              | Asistencia: 6500 espectadores Árbitro(s): Óscar Ruiz (Colombia) |  |
|                                                                          |                                      | Tiros desde el punto penal |                              |                                                                 |  |
|                                                                          | Wynalda · Moore · Caligiuri · Klopas |                            | García · Hermosillo · Coyote |                                                                 |  |
| Primer enfrentamiento entre dos selecciones invitadas a la Copa América. |                                      |                            |                              |                                                                 |  |